# 道の駅日向
道の駅日向（みちのえき ひゅうが）は、宮崎県日向市大字幸脇にある国道10号の道の駅である。

## 概要
国道10号沿いに位置しており、総合レクリエーション施設「日向サンパーク」の入り口部分にある。
公園内には、他に温泉館「お舟出の湯」・レストラン「潮音」・オートキャンプ場・テニスコート・グランウンドゴルフ場などがある。

## 施設
- 駐車場
  - 普通車：74台
  - 大型車：3台
  - 身障者用：2台
- トイレ（いずれも24時間利用可能）
  - 男：大 3器、小 4器
  - 女：5器
  - 身障者用：2器
- 公衆電話
- 公衆FAX
- 郵便ポスト（日向郵便局）
- 喫茶店
- 物産館

### 日向サンパーク内にある施設
- 温泉施設「日向サンパーク温泉 お舟出の湯」（10:00 - 22:00）
- スポーツ施設（9:00 - 21:00）
- オートキャンプ場

## 休館日
- 12月31日 - 1月1日

## アクセス
- 国道10号 - 登録路線

## 周辺
- 美々津
- 日向岬
- 耳川
- 日向灘